# 南兆路车辆段
南兆路车辆段位于北京市大兴区，是北京地铁大兴线南端的车辆段，与南端天宫院站接轨。占地面积22万平方米，配有生活区，总建筑面积5.8万平方米，负责4号线和大兴线的部分列车停放，修理工作主要在4号线马家堡车辆段进行。